# معركة القلمون (2013–14)
معركة القلمون بدأت يوم 15 نوفمبر 2013 بشن ضربات جوية على بلدة قارة في منطقة القلمون الإستراتيجية في محاولة من الجيش السوري لقطع طريق إمداد المعارضة بين لبنان ودمشق. وقادت جبهة النصرة بشكل أساسي قوات المعارضة في المعركة.